# Linda (canción de Tokischa y Rosalía)
«Linda» es una canción de la cantante dominicana Tokischa y la cantautora española Rosalía. Escrita por ambas artistas junto a Leonardo Felipe Yasmil y Raymi Paulus y producida por Leo RD junto a Rosalía, la pista se lanzó a plataformas de descarga digital y transmisión el 1 de septiembre de 2021 a través de Sony Music Latin. Grabado en apenas una tarde, «Linda» es un tema dembow que interpola música flamenca.

## Antecedentes
El 25 de julio, Rosalía reveló que viajaría a República Dominicana «muy pronto». Una semana después, la cantante llegó a los titulares después de aterrizar en la isla mientras interactuaba con mucha gente local en las calles de la capital del país, Santo Domingo. Llegaron noticias sobre una posible colaboración con la rapera local Tokischa. El 9 de agosto, el productor discográfico Leo RD realizó una entrevista exclusiva con Alofoke Radio Show, donde reveló que, efectivamente, habían grabado una canción juntos. También confirmó que la pista fue «pensada en una hora» y «completamente grabada en, quizás, tres horas», siendo toda la pista «improvisada». Los arreglos y los detalles de la producción secundaria se completaron más tarde esa semana.
La pista fue mostrada un par de veces por ambos artistas antes de su lanzamiento. Primero, un fragmento de su video musical se filtró en línea el 12 de agosto Luego, tres días después, Rosalía incluyó un video muy corto del tiroteo en TikTok. Una semana después, el título fue confirmado por los intérpretes en Twitter y, el 25 de agosto, Rosalía publicó otro TikTok; esta vez, con un adelanto de 16 segundos de la versión de estudio de la canción. Un fragmento final de la canción incluía un adelanto del video musical y se publicó oficialmente en las redes sociales al día siguiente con la leyenda «pronto». El pre-guardado de la canción estuvo disponible el 31 de agosto, ya que la portada y la fecha de lanzamiento se revelaron paralelamente.

## Recepción
Luego de subir el primer teaser de la canción en las redes sociales, comenzó a aparecer una reacción violenta en línea por la colaboración de Rosalía con un artista latino, algo que la cantante ha estado enfrentando desde el inicio de su carrera ya que una gran cantidad de personas en línea la recuerdan constantemente que ella «no es latina» o es «latina fishing». La controversia alcanzó a la rapera estadounidense Cardi B, quien es de ascendencia dominicana directa. Respondió al siguiente tuit «el portero woke a los latinos activistas odiando en los comentarios. Todos ustedes son tan jodidamente irritantes. Solo queremos escuchar la música y sacudir el culo. ¡Váyanse!» E hizo la siguiente declaración: «y es tan molesto porque Rosalía es una gran artista mainstream que colabora con una pequeña artista de RD. Es difícil llegar al mainstream si alguien es de República Dominicana, esto es enorme para Tokischa y puede llevarla lejos. Hay dos grandes artistas de la corriente principal de reggaeton de RD, Alfa y Natti». Después de recordarle que «Rosalía no es latina», la rapera continuó defendiendo a la cantante española escribiendo «Y muchos artistas latinos no están apoyando ni dando empujón a los artistas dominicanos, ¿cuál es tu punto?».

## Video musical
El video musical de «Linda» fue grabado a principios de agosto en los distritos de Santo Domingo de Los Guandules y San Carlos y cuenta con la participación de invitados de la acordeonista y cantante de merengue dominicana Fefita la Grande y la personalidad de las redes sociales Mami Jordan. Fue dirigida por Raymi Paulus, quien también participó en el proceso de composición.

## Actuación en vivo
Tokischa y Rosalía dieron la primera interpretación de la canción en televisión en los Premios Billboard de la Música Latina 2021, rodeadas por un grupo de baile exclusivamente femenino.

## Personal
Adaptado de TIDAL.
Producción
- Rosalía - producción, composición, composición; voz
- Leonardo Felipe Yasmil "Leo RD" - producción, composición, composición
- Tokischa - composición, composición de canciones; voz
- Raymi Miguel Paulus Torres - composición, composición

Técnicos
- Chris Gehringer - ingeniero de masterización
- Andrew Dawson - ingeniero de mezcla
- Leonardo Felipe Yasmil "Leo RD" - ingeniero de grabación

## Posicionamiento en listas
| Listas (2021)                         | Mejor posición |
| ------------------------------------- | -------------- |
| España (Top 100 Canciones)            | 22             |
| Estados Unidos (Hot Latin Songs)      | 34             |
| Paraguay (SGP)                        | 24             |
| Perú (Monitor Latino)[cita requerida] | 56             |
| República Dominicana (Monitor Latino) | 8              |

## Historial de lanzamientos
| Región | Fecha                   | Formato(s)                 | Sello discográfico |
| ------ | ----------------------- | -------------------------- | ------------------ |
| Varios | 1 de septiembre de 2021 | Descarga digital streaming | Sony Latin         |